# رگ لنفی

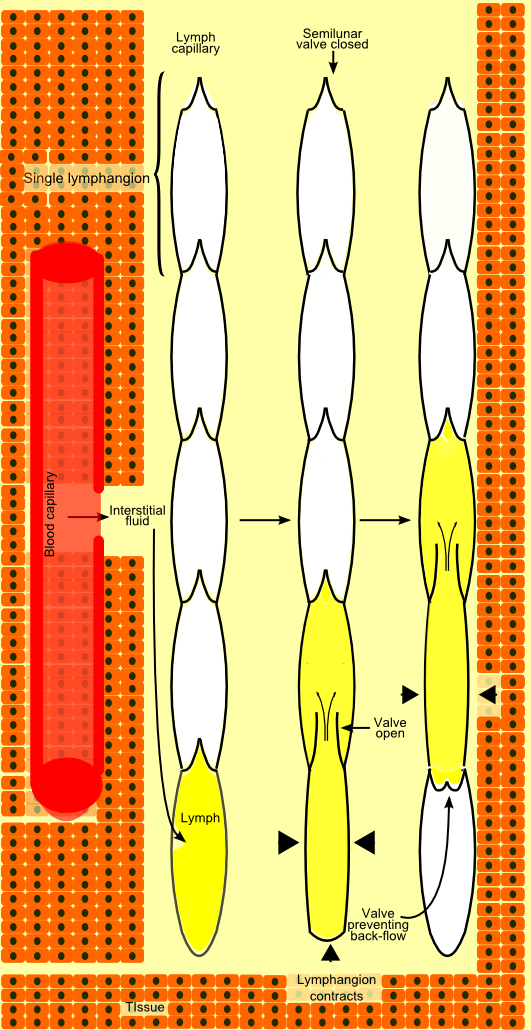
رانش جریان مایع لنف از طریق رگ‌های لنفاوی

در دانش کالبدشناسی، سپیدرگ یا رگ تنابه‌ای (لنفی) رگ‌هایی با دیوارهٔ نازک هستند که وظیفهٔ جا به جایی مایع لنف را که حاوی سلول‌های خونی سفید ویژه‌ای به نام لنفوسیت است به عهده دارند. لنفوسیت‌ها ماده‌ای را که پادتن نامیده می‌شود تولید می‌کنند، این پادتن‌ها با میکروب‌ها و سم‌ها در بدن مقابله می‌کنند. درون رگ‌های لنفی با لایه‌هایی از لایه درون رگی و ماهیچه‌های صاف پوشیده شده است. بافت‌های همبند بیرونی رگ‌های لنفی را به بافت‌ها و اندامهای بدن متصل می‌کند.
بافت لنفاوی در بسیاری از اندام‌های بدن، به خصوص گره‌های لنفاوی و نیز در فولیکول‌های لنفاوی که در دستگاه گوارش وجود دارند، مانند لوزه‌ها، قرار دارد. دستگاه لنفاوی همچنین شامل همه ساختارها از جمله رگ‌های لنفی که وظیفه گردش و تولید لنفوسیت (سلول‌های لنفاوی) را به عهده دارند است که شامل طحال، تیموس، مغز استخوان و بافت‌های لنفاوی مرتبط با دستگاه گوارش می‌شوند.

## فرایند جا به جایی لنف

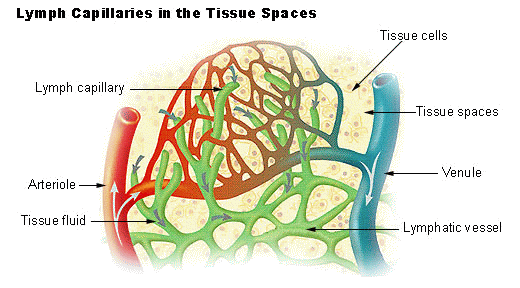
مویرگ های لنفاوی در فضاهای بافتی

فرایند جا به جایی لنف به این صورت است که مایع لنف از مویرگ خارج می‌شود و به داخل سیاهرگ یا به کوچک‌ترین رگ لنفی می‌ریزد. این رگ‌ها به یکدیگر متصل می‌شوند و مجراهای بزرگی را شکل می‌دهند که سرانجام به مجرای سینه‌ای می‌ریزد که در کنار آئورت نزولی قرار گرفته‌است و به یکی از شاخه‌های اصلی بزرگ سیاهرگ زبرین متصل می‌شود. دریچه‌ها به جریان لنف اجازه حرکت در یک جهت را می‌دهند. غده‌های لنفاوی در تمام بدن و در مکان‌هایی که مویرگ‌های لنفی به هم متصل می‌گردند، یافت می‌شوند. این مایع تنها در مسیر شبکهٔ رگ‌های لنفی به صورت بینابینی با سلول‌های اصلی اندام‌ها در تماس است.

## نگارخانه

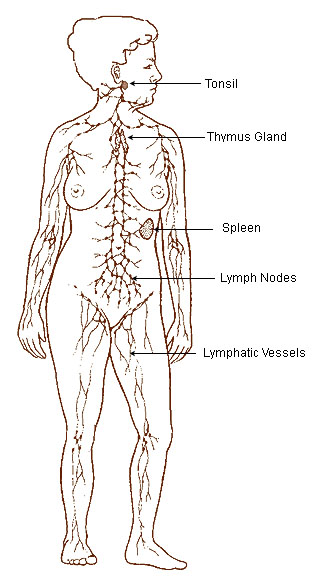
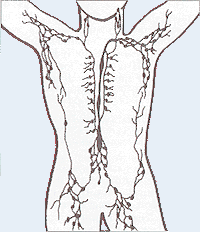

شامل نگاره‌هایی از دستگاه لنفاوی

## پیوندهای بیرونی
- Lymphatic Vessels در سرعنوان‌های موضوعی پزشکی (MeSH) در کتابخانهٔ ملی پزشکی ایالات متحدهٔ آمریکا
- Efferent lymph vessel[پیوند مرده] - BioWeb at University of Wisconsin System